# Mistrató
Mistrató is een gemeente in het Colombiaanse departement Risaralda. De gemeente, gesticht op 1 januari 1925, telt 12.438 inwoners (2005). Door Mistrató, gelegen in de Cordillera Occidental, stromen de rivieren Risaralda, San Juan, Mistrató en Chamí.
- Library of Congress Control Number: n87887350
- Nationale Bibliotheek van Israël: 987007562423805171
- Virtual International Authority File: 159543044

Apía · Balboa · Belén de Umbría · Dosquebradas · Guática · La Celia · La Virginia · Marsella · Mistrató  · Pereira · Pueblo Rico · Quinchía · Santa Rosa de Cabal · Santuario